# جان باربیرولی

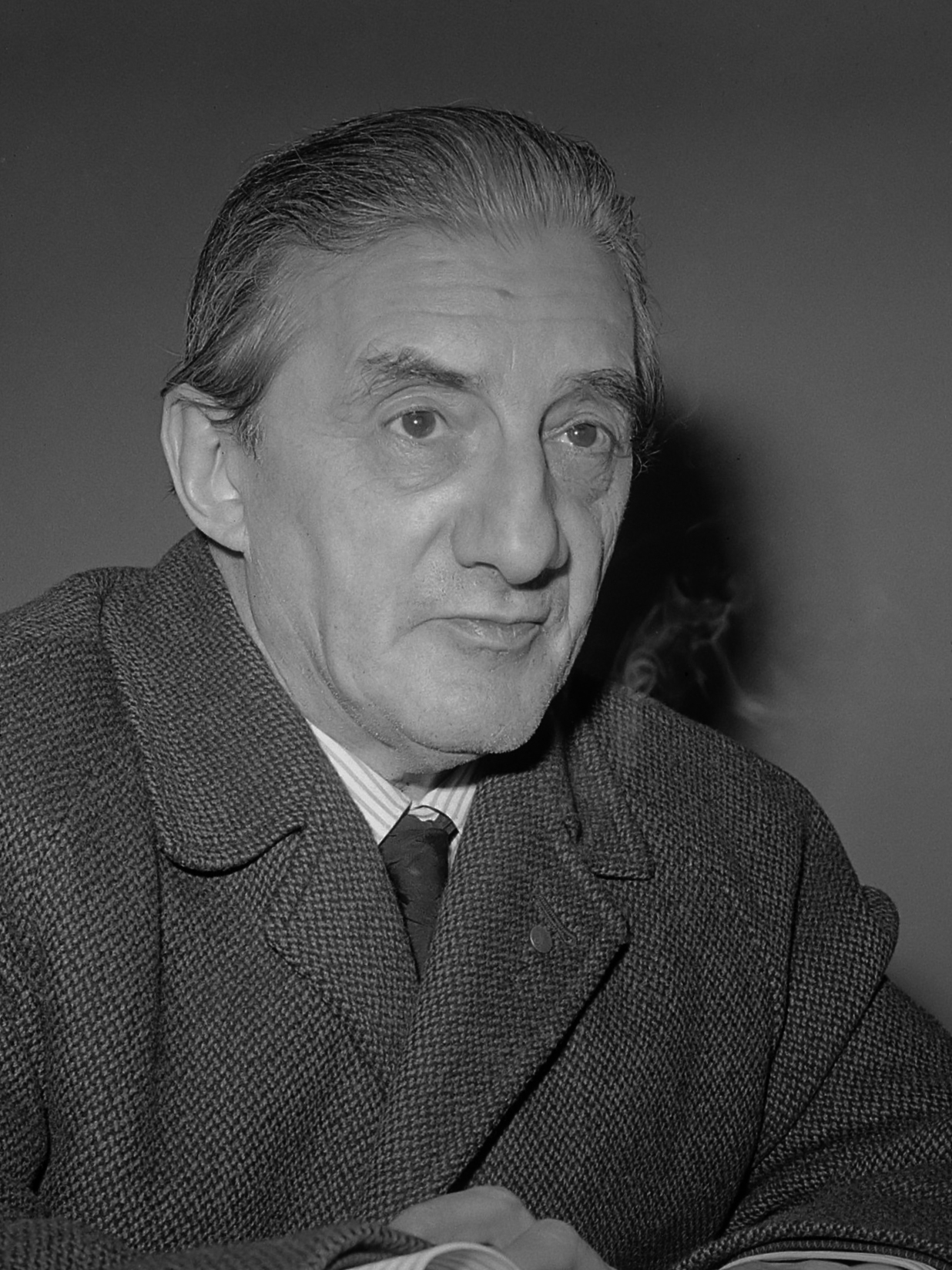
جان باربیرولی در سال ۱۹۶۵

جان باربیرولی (به انگلیسی: John Barbirolli) (زادهٔ ۲ دسامبر ۱۸۹۹ – درگذشتهٔ ۲۹ ژوئیهٔ ۱۹۷۰) رهبر ارکستر و نوازندهٔ ویولنسل اهل بریتانیا بود. در ابتدا او جانشین آرتورو توسکانینی در فیلارمونیک نیویورک به‌عنوان رهبر ارکستر بود. جان باربیرولی، همچنین آثار جوزپه وردی، ریشارد واگنر، کریستف ویلیبالد گلوک، و جاکومو پوچینی را رهبری کرده‌است.